# Pablo González Casanova (lingüista)
Pablo González Casanova (Mérida, Yucatán, 29 de julio de 1889 - Ciudad de México, 24 de marzo de 1936) fue un filólogo, lingüista, escritor, periodista y académico mexicano. Fue padre de los intelectuales mexicanos Pablo González Casanova y del Valle y Henrique González Casanova y del Valle. 

## Semblanza biográfica
Realizó sus primeros estudios en su ciudad natal, viajó a Alemania para estudiar química, sin embargo, decidió estudiar literatura, lingüística y filología, de esta forma, prolongó su estancia por nueve años tomando cursos en Alemania, Francia, Italia, Suiza y Portugal.
En 1913, regresó a México. En la Ciudad de México, colaboró como articulista para varios periódicos y revistas e impartió clases en la Universidad Nacional de México y en el Museo Nacional de Arqueología. En 1929, fue presidente de la delegación mexicana en la Exposición de Sevilla. En 1930, fue delegado de México en el Congreso Internacional de Americanistas celebrado en Hamburgo.
Junto con Manuel Gamio realizó investigaciones del idioma náhuatl en la zona del valle de Teotihuacán. Entre 1932 y 1933 trabajó con Moisés Sáenz en la Estación Experimental de Incorporación del Indio establecida en la cañada de los Once Pueblos en Michoacán. Colaboró con Mariano Silva y Aceves para la fundación del Instituto Mexicano de Investigaciones Lingüísticas de la Universidad Nacional. Fue elegido miembro correspondiente de la Academia Mexicana de la Lengua. Murió en la Ciudad de México el 24 de marzo de 1936.

## Obra
- "El mexicano en el valle de Teotihuacan" en La población del valle de Teotihuacan de Manuel Gamio en 1922.
- "Aztequismos, ensayo etimológico de los mexicanismos de origen azteca", en el Boletín de la Universidad Nacional.
- "El círculo legendario del tepoztécatl" en la Revista Mexicana de Estudios Históricos, en 1928.
- "¿Tuvieron poetas los aztecas?", en Anales del Museo Nacional, en 1934.
- "Cuentos indígenas'", en 1946, reeditada en 1965.
- "Estudio sobre el español de Yucatán", ensayo inédito.[2]

## Acervo
Parte de sus documentos personales, así como borradores y manuscritos, fichas de trabajo y otros documentos diversos de su labor como lingüista y académico se encuentran resguardados en el Fondo Henrique González Casanova del Archivo Histórico de la UNAM. 